# Claude-Louis Bruslé de Valsuzenay
Pour l’article ayant un titre homophone, voir Brûlé.
Claude-Louis Bruslé de Valsuzenay (5 décembre 1766 à Paris, paroisse Saint-Jean-le-Rond - 2 mars 1825 dans l'ancien 2e arrondissement de Paris) est un homme politique français et haut fonctionnaire des XVIIIe et XIXe siècles.

## Biographie

### La Commune de 1792
Fils d'un procureur au parlement de Paris, Claude-Louis Bruslé perdit son père avant sa majorité, et lui succéda, par dispense d'âge, dans l'exercice de sa charge, qu'il aurait continué à tenir si la Révolution française n'eût supprimé les offices de judicature.
Bruslé, partisan exalté des opinions nouvelles, fut jugé digne de siéger dans la municipalité qui s'installa d'elle-même dans la nuit du 9 au 10 août 1792. M Bruslé, membre de la commune du 10 août, était, dans les premiers jours de septembre 1792, l'un des amis les plus intimes de Danton et la société des jacobins n'avait pas de frère plus assidu et plus dévoué ; on l'eût presque cité en exemple aux néophytes.
Après avoir rempli les fonctions de commissaire de la commune de Paris dans plusieurs départements. M. Bruslé, toujours ardent patriote, songea à quelque chose de plus solide : il prit fonction dans l'administration de l'armée, et se jeta dans des entreprises qui ne furent pas inutiles à sa fortune. 
En 1793, il participa à l'organisation de la Belgique, puis il fut placé comme adjoint de l'adjudant général César Berthier (an III). C'est ainsi qu'il traversa l'époque la plus orageuse de la Révolution, puis celle qui suivit le 9 thermidor, et les deux premières années du Directoire. Il fut nommé en l'an V (1797) commissaire du régime directorial près le département des Deux-Nèthes. En 1798, élu député de ce département au Conseil des Cinq-Cents : il s'occupa spécialement de discussions sur les finances, et les administrations communales.
Après la révolution du 18 brumaire an VIII (9 novembre 1799), il se montra l'adversaire des projets de Sieyès. Il fut écarté du Corps législatif qui s'organisait alors.

### PréfetduPremier Empire
Ambitieux, Bruslé savait que pour avancer, il ne fallait avoir ni mémoire, ni humeur. Il se réconcilia donc peu après avec le gouvernement consulaire et obtint la préfecture de l'Aube (18 ventôse an VIII : 9 mars 1800) qu'il conserva jusqu'en 1810. 
C'est à ce poste qu'il fut fait Légionnaire (25 prairial an XII : 14 juin 1804), puis Officier de la Légion d'honneur (25 germinal an XIII : 15 avril 1805), Chevalier de l'Empire (2 juillet 1808), et enfin Baron de l'Empire (31 janvier 1810).
Il fut destitué à la suite de réclamations qui furent faites par des parents de conscrits qui, ayant payé fort cher, disaient-ils, pour conserver leurs enfants qu'on venait de forcer à partir, et se plaignaient indiscrètement qu'on leur enlevât à la fois et leurs enfants et leurs écus.
Le gouvernement impérial fut de leur avis, quoiqu'il ne leur rendît ni les uns, ni les autres, et pour faire justice à tout le monde, il fit passer M. Bruslé à la préfecture de l'Oise. Il paraît que l'on fut tellement satisfait de la conduite de ce haut fonctionnaire dans le département de l'Oise, que l'on résolut soudain, le 14 avril 1813, de lui confier l'importante préfecture de la Gironde, qui conservait encore un souvenir reconnaissant de l'administration éclairée, ferme et juste du baron Fauchet.
Appelé à Paris, pour y recevoir ses instructions, le baron de Valsuzenay n'y séjourna que le temps nécessaire pour y être présenté à l'Impératrice Marie-Louise, et prêter entra ses mains, le serment de fidélité qu'il allait trahir quelques mois plus tard. Obligé de s'éloigner de Bordeaux, à l'approche de l'armée anglaise dans laquelle S.A.R. le duc d'Angoulême avait un commandement. M. le baron Bruslé se retira à Angoulême, négocia avec les vainqueurs, et rentra en mai suivant dans ses fonctions où il avait été rétabli par le roi (21 juin 1814).

### Maintenupréfetà laRestauration
M. Bruslé se trouvait ainsi à Bordeaux lors du retour de Buonaparte en 1815. M. Bruslé, d'abord préfet de Napoléon Ier, puis de Louis XVIII, se trouva dans une situation assez difficile lors du retour de Bonaparte, en mars 1815.
Bien qu'il eût, en homme prudent, « ménagé la chèvre et le chou » en secondant, avec beaucoup de zèle, les vues de Madame, duchesse d'Angoulême d'une part, en ne se prononçant pas de manière à saisir une nouvelle faveur du gouvernement impérial rétabli d'autre part ; la préfecture de la Gironde fut octroyée au baron Fauchet par l'Empereur. M. Bruslé, toujours sans mémoire et sans humeur, partit alors pour Paris, où il assista à des banquets impériaux, but du meilleur cœur du monde et trinqua le plus haut possible, à la santé de Napoléon. Ce ne fut que lorsqu'il eut la certitude de l'inutilité de ses efforts, qu'il se fit sérieusement royaliste.
À la seconde Restauration, le roi fit de son partisan conseiller d'État honoraire (24 août 1815) et l'installa à la préfecture de l'Aube qu'il avait déjà administrée.
Le baron Bruslé de Valsuzenay fut admis à la retraite le 1er septembre 1824.
Ce Parisien de naissance mourut dans sa ville natale (ancien 2e arrondissement) le 2 mars 1825. Son cœur est conservé en l'église paroissiale de Barberey-Saint-Sulpice où il était châtelain.

### Vie familiale
Seul fils connu de Louis-Charles Nicolas Alexis Sigismond Bruslé ( † avant 1794), procureur puis président de chambre au Parlement de Paris, et Marguerite Penet ; Claude Louis épousa le 7 juin 1800, à Paris, Marie Mélanie de Baussancourt (1774 † 14 décembre 1867), issue d'une ancienne famille noble de la Champagne (son père est Edme François Marcel (11 octobre 1723 - Magny-Fouchard † 2 juillet 1784), baron de Baussancourt, seigneur de Dolancourt, du Magny-Fouchard et de Vauchonvilliers, vicomte de Baussancourt, mousquetaire du roi, capitaine de cavalerie, chevalier de Saint-Louis). Ils eurent ensemble quatre enfants :
- Marie-Madeleine (16 juin 1802 - Troyes † 13 décembre 1876 - Sampans), mariée le 11 février 1822 (Troyes) avec Victor de Truchis de Lays (1798 † 1870), officier de cavalerie, dont postérité ;
- Élisée Bruslé (4 janvier 1804 - Beauvais † 1842), 2e baron de Valsuzenay, sous-préfet, marié à Laneuville avec Clémence Jacobé de Fontenay (16 mai 1901 - Paris), dont :
  - Louis Victor Bruslé (6 mai 1836[2] - Barberey-Saint-Sulpice † janvier 1871 - Paris), 3e baron de Valsuzenay, Capitaine de mobiles, marié avec Marguerite Bonor, dont :
    - un fils Louis Bisé Clément Mathieu, marquis de Valsuzenay, marié le 3 juillet 1889 au Fayel (Oise) (divorcé en avril 1900)[réf. nécessaire] avec Marie Augustine Élisabeth de Cossé-Brissac (21 février 1860 † 1923), fille d'Aimé Artus Maurice Timoléon de Cossé-Brissac (1er novembre 1829 - 23 avril 1890), chambellan de l'Impératrice Eugénie, député de l'Oise, chevalier de la Légion d'honneur et d'Alix Marie Walsh de Serrant (2 février 1829 - château de Serrant † 21 janvier 1895 - Paris VIIe), duchesse de La Mothe-Houdancourt, dont postérité ;
    - un autre fils ;
    - une fille ;

  - Félix Léonce (1840 - Barberey-Saint-Sulpice † 18 janvier 1886 - Froncles), Conseiller général de la Haute-Marne, marié le 16 janvier 1873 avec Marie Caroline Riston (née le 12 mars 1853), dont trois filles puis un fils ;
    - Gabriel Edmond Roger (né 10 février 1884 à Froncles), marié le 03 août 1911 à Aulnay-l'Aître (51) avec Marie Joseph Henriette LE CLERC de Lessonville, divorcé le 16 juillet 1925 à Château-Thierry (https://archives.marne.fr/ark:/86869/t7xrzc0l3ph9/20b05604-85e8-4830-b68f-655ec39d5999) dont :
      - Marie Joseph Edouard (30 septembre 1918 à Aulnay-l'Aître https://archives.marne.fr/ark:/86869/t7xrzc0l3ph9/f67d848e-bb78-401d-a39e-2f6f5de2824f- 30 septembre 1918 à Aulnay-l'Aître https://archives.marne.fr/ark:/86869/t7xrzc0l3ph9/59ab61b3-7151-47b8-9821-d26f737a4bf7)
- Mathilde Marie (1807 - Bordeaux † 10 octobre 1853 - Troyes), mariée en 1830 avec Alexis Rodolphe Planta de Wildenberg ;
- Nathalie (1810 - Bordeaux † 27 mars 1884 - Paris), mariée avec Henry de Conflans

## Fonctions
- Membre de la Commune du 10 août ;
- Député des Deux-Nèthes au Conseil des Cinq-Cents (26 germinal an VI : 15 avril 1798) ;
- Préfet de l'Aube (18 ventôse an VIII (9 mars 1800) - 1810, 1815-1824) ;
- Préfet de l'Oise (1810 - 1813) ;
- Préfet de la Gironde (14 avril 1813 - 21 mai 1814) ;
- Conseiller d'État honoraire (24 août 1815).

## Titres
- Châtelain de Barberey ;
- Chevalier de Valsuzenay et de l'Empire (2 juillet 1808) ;
- 1er Baron de Valsuzenay et de l'Empire (31 janvier 1810, lettres patentes du 13 juillet 1810).

## Distinctions
- Légion d'honneur :
  - Légionnaire du 25 prairial an XII (14 juin 1804) puis,
  - Officier de la Légion d'honneur du 25 germinal an XIII (15 avril 1805)[3].

## Armoiries
| Figure | Blasonnement |
|        | Armes du baron Bruslé de Valsuzenay et de l'Empire, 1810 Coupé au 1 d'azur, au pal de gueules, chargé du signe des chevaliers légionnaires, accosté à dextre de 3 olives tigées et feuillées d'argent et à senestre de 3 glands de chêne du même ; au 2, d'argent, au lion à la queue fourchée et passée en sautoir de sable, l'épaule dextre chargée d'une étoile d'or ; au canton des barons préfets brochant., |

## Publications
- Mémoire sur la statistique du département de l'Aube (Troyes, an IX (1801)), in-8. ;
- Tableau statistique du département de l'Aube (Troyes, 1802), gr. in-8.

## Hommage

### Épitaphe
Son cœur fut déposé dans un monument funéraire en marbre érigé en l'église paroissiale de Barberey-Saint-Sulpice. Sur ce dernier, on peut lire :
ICI REPOSE

LE COEUR DE CLAUDE LOUIS

BRUSLE

BARON DE VALSUZENAY

OFFICIER DE LA LEGION D'HONNEUR

CONSEILLER D'ETAT

1er PREFET DE L'AUBE

SUCCESSIVEMENT PREFET DE L'OISE

ET DE LA GIRONDE

EN 1815.

RAPPELE A LA PREFECTURE DE L'AUBE.

NE A PARIS LE 6 DECEMBRE 1766.

DECEDE DANS LA MEME VILLE LE 2 MARS 1825.

SON EQUITE, SES VERTUS, FIRENT CHERIR

SON ADMINISTRATION.